# Un vecino infernal 2: De vacaciones
Un vecino infernal 2: De vacaciones (título oficial), también conocido como Un vecino infernal: De vacaciones y Un vecino infernal 2, es un videojuego de estrategia cómica para Microsoft Windows.

## Personajes
- Paco - El personaje jugable y estrella del programa de televisión.
- Sr. Rottweiler (El vecino infernal) - El vecino al que Paco debe jugarle bromas.
- Madre -  Madre del Sr. Rottweiler, que ama a su hijo menos de lo que él la ama.
- Olga - La mujer a la que el vecino se siente atraído, y que tiene un hijo.
- Hijo de Olga - Él es el chico al que el vecino tiende a molestar por diversión, para gran disgusto de Olga.
- Ladridos - Un perro al que el vecino cuida por su madre.
- José Luis/Joe - El director del programa, da consejos útiles en la serie de entrenamiento.

## Jugabilidad
En este juego en vez de estar en una casa, el jugador viaja a diferentes lugares del mundo, como China, la India y México. Esta vez, el jugador debe tener su precaución dirigida a la madre del vecino infernal también, si no quiere ser atrapado. El jugador tiene ahora 3 vidas en vez de una, y si es descubierto por el vecino, él lo saca de una patada a otra área y pierde una vida. Los gráficos han sido mejorados ligeramente. También hay un personaje llamado Olga, la mujer a la que el vecino se siente atraído, y el jugador puede usar varias cosas a hacer que Olga le dé una paliza (como romper la silla en la que el vecino está colocado y al robarle el sostén a Olga, mientras  se está duchando). También Olga tiene un hijo, pero el jugador no tiene que preocuparse por él. A medida que avanza el juego, el jugador desbloquea varios lugares nuevos. En otras partes del juego, su madre también puede darle una paliza (como agregar municiones con un lanzabengalas).